# Vermont Catamounts

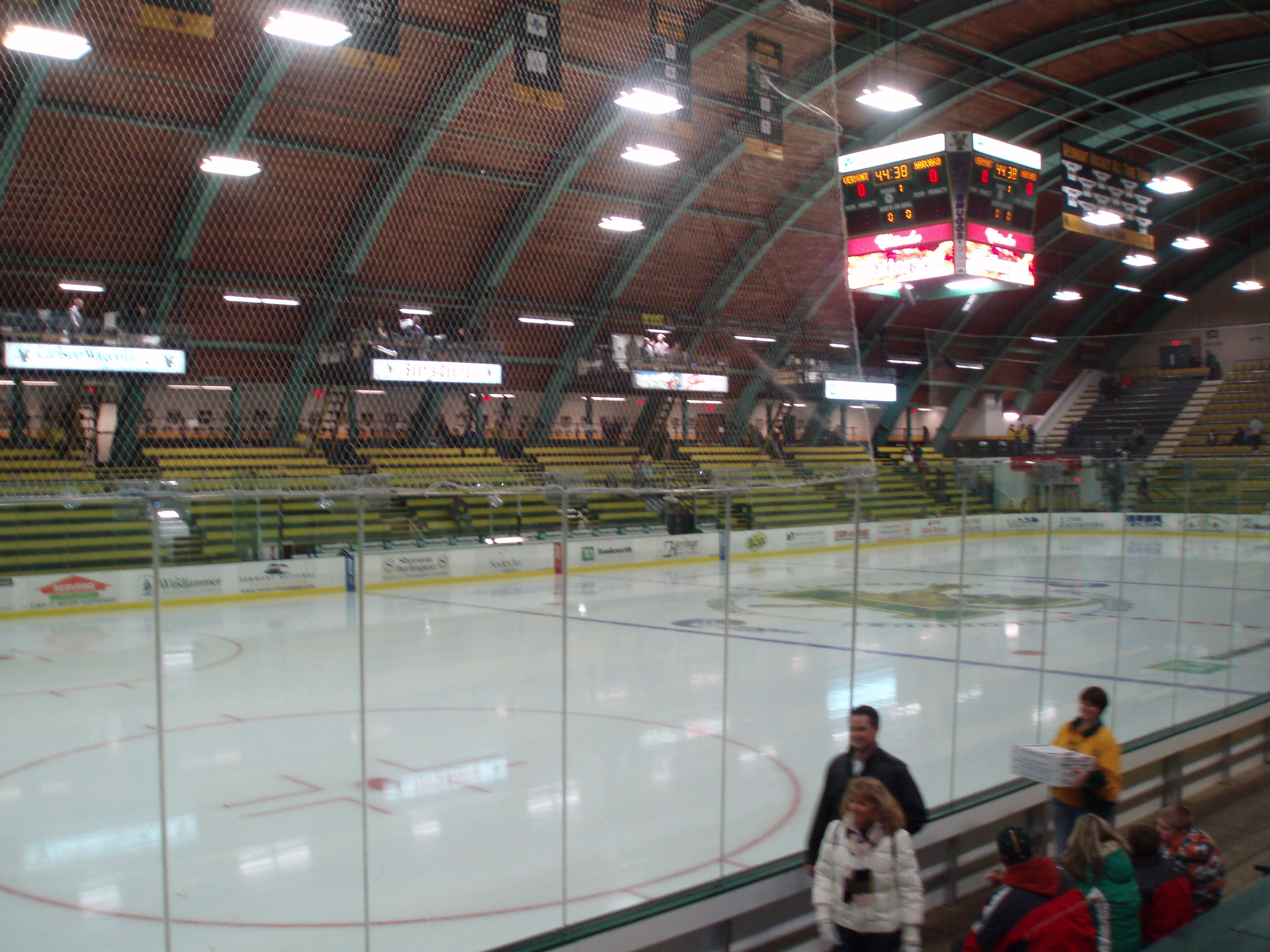
Gutterson Fieldhouse.

Vermont Catamounts (en español: Pumas de la Universidad de Vermont) es la denominación de los equipos deportivos de la Universidad de Vermont, institución académica ubicada en Burlington, Vermont. Los Catamounts participan en las competiciones universitarias organizadas por la NCAA, y forman parte de la America East Conference desde su fundación en 1979, mientras que en hockey sobre hielo compiten en la Hockey East.

## Apodo y mascota
El 6 de febrero de 1926, el periódico estudiantil de la universidad organizó una votación para elegir mascota, pero la participación de los alumnos fue muy escasa. Un año después lo volvieron a intentar, imponiéndose finalmente los Catamounts, haciendo referencia a una especie de puma que se encontró en las montañas cercanas, que se creía extinto desde el siglo XVIII. El nombre de la mascota oficial es Rally.

## Programa deportivo
Los Catamounts compiten en 7 deportes masculinos y en 9 femeninos:
| Masculino: - Baloncesto - Campo a través - Atletismo - Fútbol - Esquí - Hockey sobre hielo - Lacrosse | Femenino: - Baloncesto - Atletismo - Campo a través - Fútbol - Natación - Lacrosse - Voleibol - Esquí - Hockey sobre hierba |

### Baloncesto
El equipo masculino de baloncesto compite desde 1921, y desde entonces ha accedido al Torneo de la NCAA en cinco ocasiones, la última de ellas en 2012.

## Instalaciones deportivas
- Patrick Gym es el estadio donde disputan sus partidos los equipos de baloncesto. Fue inaugurado en 1963 y tiene una capacidad para 3.228 espectadores.[4]
- Gutterson Fieldhouse, es el estadio donde disputan sus encuentros el equipo de hockey sobre hielo. Se inauguró también en 1963 y tiene en la actualidad capacidad para 3.335 espectadores.[5]